# Гончарна Слобода
Гончарна Слобода — історична місцевість Житомира.       

## Розташування
Гончарна Слобода розташовується на території Богунського адміністративного району. Знаходиться в північній частині Старого міста, в периметрі вулиць Домбровського, Князів Острозьких, Грушевського, Покровської. 
Забудова — переважно багатоповерхова житлова; історична садибна збереглася всередині кварталів.       
Назва пояснюється тривалим розташуванням у цій місцевості слободи гончарів.       

## Історичні відомості
Виникла наприкінці XVIII — початку ХІХ ст. як компактне приміське поселення гончарів з власною мережею вулиць і провулків, що у тій чи іншій мірі збереглися дотепер — вулиці Гончарна, Старогончарна, провулки Гончарний та Будівельний. Орієнтовні межі поселення розташовувалися в периметрі вулиць Домбровського, Князів Острозьких, Грушевського, Покровської.  
Гончарний хутір розвивався уздовж Старогончарного шляху, пізніше відомого як Старогончарний провулок, що включав у себе нинішню Старогончарну вулицю (яка була довшою та брала початок від Гончарної вулиці), а також нинішній провулок Косачів. Від Старогончарного провулка на південь прямував Гончарний провулок, що з'єднував Старогончарний провулок з Київською вулицею. До середини ХІХ ст. з Торговиці (нині район майдану Перемоги) до Гончарного хутора вела Гончарна вулиця. Від Гончарної вулиці брав початок також Осецький шлях, що прямував на північний схід, до хутора Світин. Збережена ділянка Осецького шляху відома нині як Будівельний провулок.  
Генпланом 1847 —1852 рр. передбачалася прорізка нових вулиць крізь Гончарний хутір. Нові вулиці мали утворювати чотирикутні квартали правильної форми (близької до прямокутної). Внаслідок реалізації генплану, протягом другої половини ХІХ ст. — першої половини ХХ ст., вулична система і забудова Гончарної Слободи гармонійно, без суттєвого порушення її забудови та планувальної схеми, поступово вписалася у нову систему планування міста.    
Станом на 1915 рік всередині нових кварталів опинилася Гончарна вулиця та частина Старогончарної вулиці, оскільки сформувалися північні ділянки вулиць Московської та Хлібної, а також поперечні вулиці Сінна, Прохорівська, Іванівська. Нові вулиці забудовувалися переважно небагатими міщанами. З кінця ХІХ — початку ХХ ст. розплановані квартали відомі за назвою Новоє Строєніє (Нова Забудова), яка вживалася, у тому числі, офіційно.    
Внаслідок прорізки й забудови у 1950-х роках нових ділянок вулиць, запроєктованих ще в середині ХІХ ст., а саме ділянки Крошенської вулиці (від вулиці Чапаєва до Сінної вулиці), вулиці Мануїльського (на землях колишнього хутора Перша Хінчанка), всередині нових кварталів опинилися Старогончарна вулиця (у тому числі провулок Косачів, що виділився в самостійний провулок згодом) та Гончарний провулок.    
У 1970-х та 1980-х роках здійснювалася масова забудова місцевості житловими багатоквартирними «панельками», в результаті чого Гончарна вулиця, Старогончарна вулиця, провулок Косачів та Гончарний провулок перетворилися на незначні внутріквартальні проїзди, які досі зберігаються як топографічна пам'ятка XIX ст. Забудова Гончарної, Старогончарної вулиць та Гончарного провулка, що датується першою половиною ХІХ ст. частково збереглася дотепер.   